# 山田町 (横浜市)
山田町（やまだちょう）は、神奈川県横浜市中区の町名。住居表示は未実施で、丁目は設けられていない。

## 地理

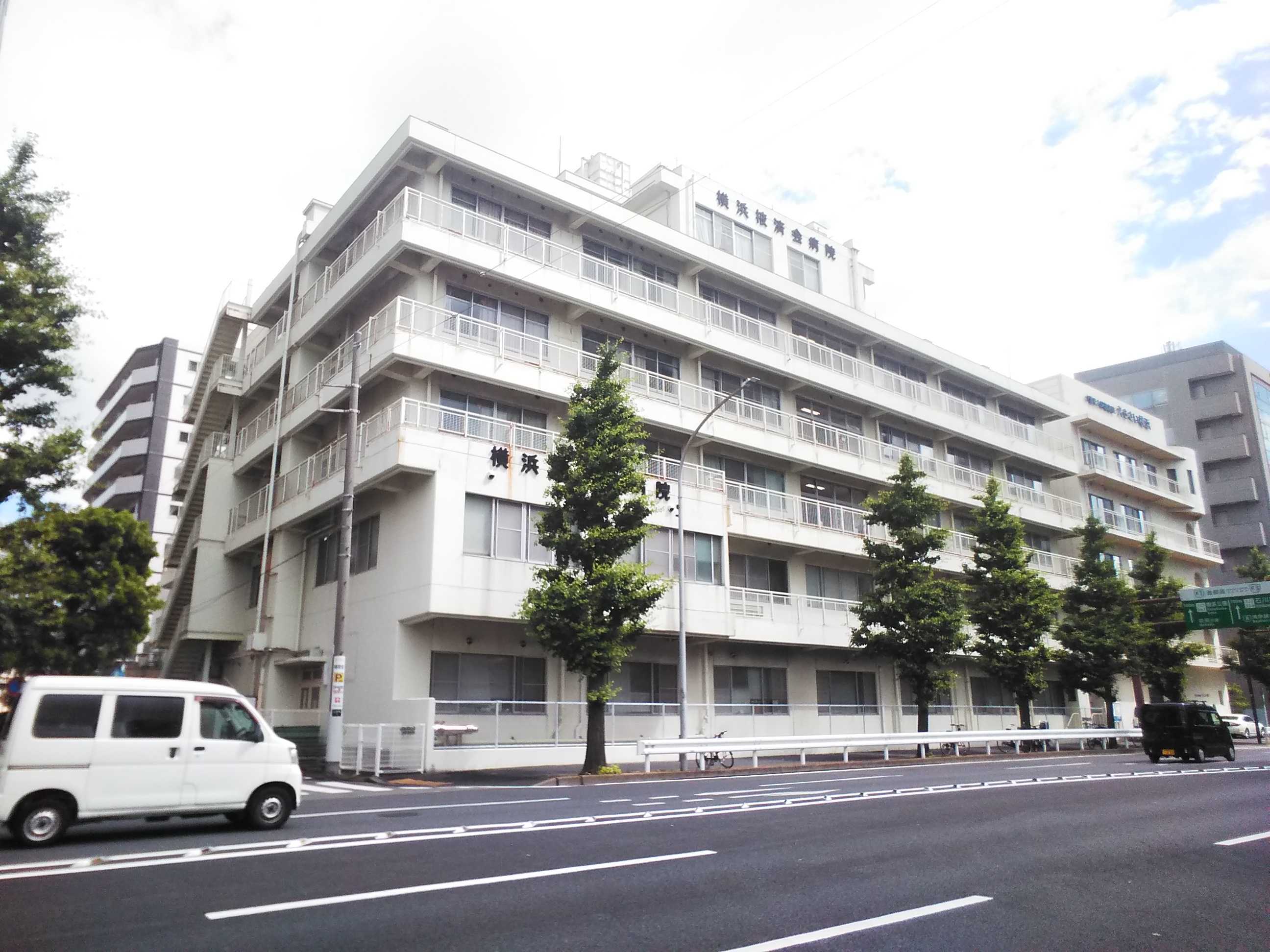
横浜掖済会病院

中区の北西部に位置する。北西は富士見町、北東は長者町2・3丁目、南東は千歳町、南西は南区永楽町にそれぞれ隣接する。神奈川県住宅供給公社の集合住宅や中小の事業所のほか、町の南を走る大桟橋通り沿いに横浜掖済会病院と千歳公園がある。町の北部にあった横浜市立富士見中学校は2013年3月で閉校し、横浜市立横浜吉田中学校の第2グラウンドとして使用されている。
最寄駅は横浜市営地下鉄ブルーライン伊勢佐木長者町駅。大桟橋通り上の長者町1丁目と東橋の停留所より、横浜駅から伊勢佐木長者町駅を経由して磯子駅方面を結ぶ京浜急行バス、桜木町駅から滝頭方面を結ぶ横浜市営バスも利用できる。

## 歴史
江戸時代に吉田新田として開拓された土地の一部で、1872年（明治5年）～1973年頃に山田町の町名が付けられた。町名は、この地に最初に居住した者の姓から採られた。当初は1～5丁目の字丁目が設けられたが、1882年に3丁目が永楽町、4・5丁目が真金町となり、のちに丁目が廃止された。1889年4月1日には市制施行により横浜市の町名となる。1919年（大正8年）に千歳町から出火した火災では、山田町域も被災した。
1927年（昭和2年）の区制施行に伴い横浜市中区の町名となる。1928年には大桟橋通りに横浜市電が開通し、1972年まで運行された。1961年に横浜市立吉田中学校富士見分校ができ、翌1962年5月1日に横浜市立富士見中学校となったが2013年3月をもって吉田中学校と統合し、横浜市立横浜吉田中学校となった。

## 世帯数と人口
2025年（令和7年）6月30日現在（横浜市発表）の世帯数と人口は以下の通りである。
| 町丁   | 世帯数  | 人口    |
| ------ | ------- | ------- |
| 山田町 | 989世帯 | 1,517人 |

### 人口の変遷
国勢調査による人口の推移。
| 年                 | 人口  |
| ------------------ | ----- |
| 1995年（平成7年）  | 907   |
| 2000年（平成12年） | 1,476 |
| 2005年（平成17年） | 1,492 |
| 2010年（平成22年） | 1,507 |
| 2015年（平成27年） | 1,552 |
| 2020年（令和2年）  | 1,537 |

### 世帯数の変遷
国勢調査による世帯数の推移。
| 年                 | 世帯数 |
| ------------------ | ------ |
| 1995年（平成7年）  | 467    |
| 2000年（平成12年） | 808    |
| 2005年（平成17年） | 793    |
| 2010年（平成22年） | 818    |
| 2015年（平成27年） | 866    |
| 2020年（令和2年）  | 884    |

## 学区
市立小・中学校に通う場合、学区は以下の通りとなる（2024年11月時点）。
| 番・番地等 | 小学校               | 中学校                 |
| ---------- | -------------------- | ---------------------- |
| 全域       | 横浜市立南吉田小学校 | 横浜市立横浜吉田中学校 |

## 事業所
2021年現在の経済センサス調査による事業所数と従業員数は以下の通りである。
| 町丁   | 事業所数 | 従業員数 |
| ------ | -------- | -------- |
| 山田町 | 57事業所 | 664人    |

### 事業者数の変遷
経済センサスによる事業所数の推移。
| 年                 | 事業者数 |
| ------------------ | -------- |
| 2016年（平成28年） | 52       |
| 2021年（令和3年）  | 57       |

### 従業員数の変遷
経済センサスによる従業員数の推移。
| 年                 | 従業員数 |
| ------------------ | -------- |
| 2016年（平成28年） | 641      |
| 2021年（令和3年）  | 664      |

## その他

### 日本郵便
- 郵便番号：231-0036[3]（集配局：横浜港郵便局[20]）

### 警察
町内の警察の管轄区域は以下の通りである。
| 番・番地等 | 警察署         | 交番・駐在所 |
| ---------- | -------------- | ------------ |
| 全域       | 伊勢佐木警察署 | 寿町交番     |